# Stictonectes canariensis
Stictonectes canariensis là một loài bọ cánh cứng trong họ Bọ nước. Loài này được Machado miêu tả khoa học năm 1987.